# Mãe do Rio
Mãe do Rio là một đô thị thuộc bang Pará, Brasil. Đô thị này có diện tích 469,488 km², dân số năm 2007 là 27619 người, mật độ 58,83 người/km².